# A. L. Dyke Automobile Supply Company

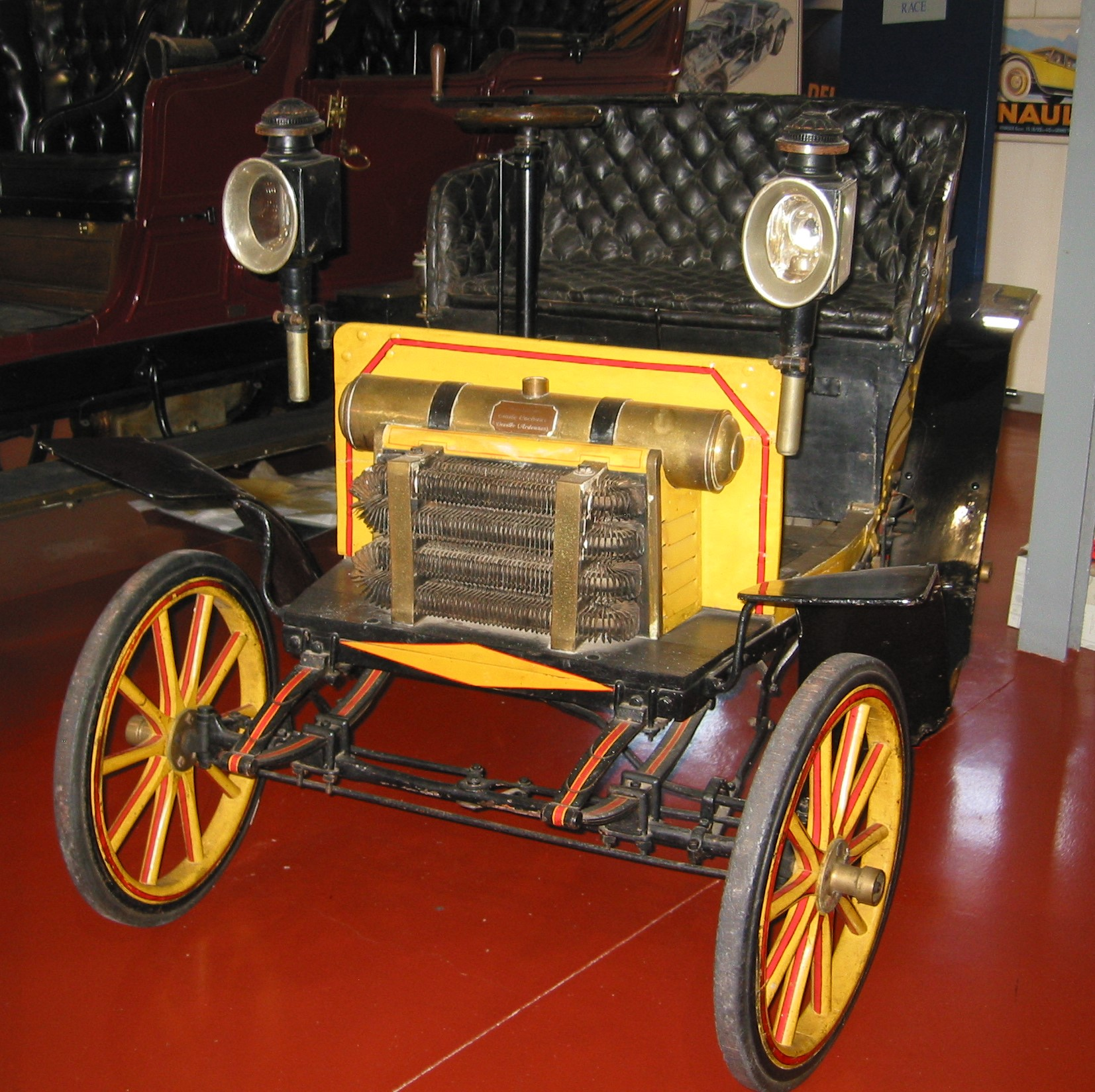
Dyke von 1901 in einem spanischen Museum

A. L. Dyke Automobile Supply Company war ein US-amerikanischer Hersteller von Automobilen.

## Firmierungen
Das Unternehmen selbst gab in seinem Katalog Nr. 7 von 1902 den früheren Namen The Automobile Supply Company und den aktuellen Namen The St. Louis Automobile and Supply Company an. Eine Anzeige des Unternehmens schreibt St. Louis Automobile and Supply Company, verzichtet also auf den Artikel. Für 1903 und 1904 ist A. L. Dyke Automobile Supply Company überliefert.
Weitere bekannte Firmierungen lauten: A. L. Dyke Auto Supply Company, Dyke Auto Supply Company (1903–1904), Dyke Steam Carriage, St. Louis Automobile Supply & Parts Company sowie St. Louis Automobile & Supply Company (bis 1902).

## Unternehmensgeschichte
Andrew Lee Dyke hatte bereits 1896 ein Fahrzeug mit einem Ottomotor hergestellt. Er gründete 1899 das Unternehmen in St. Louis in Missouri. Er war als Zulieferer für die Automobilbranche tätig. Zu der Zeit war die Nachfrage gering. Die California Motor Car Company nahm Fahrgestelle ab. Außerdem stellte er Kit Cars, Fahrgestelle und Bausätze für Kit Cars her. Der Markenname lautete Dyke. Jeder gewöhnliche Mechaniker sollte in der Lage sein, die Fahrzeuge zusammenzubauen. Eine Quelle gibt 1901 als vorläufiges Produktionsende kompletter Fahrzeuge an. Allerdings sind auch für 1902 und 1903 Fahrzeuge überliefert. 1904 war Robert Britton der Präsident. Im gleichen Jahr stellten sie Komplettfahrzeuge der Marke Dyke-Britton her. Am 30. August 1904 verkaufte Dyke das Unternehmen an seine Partner Robert und Roy Britton.
1898 oder 1899 gründete Dyke zusätzlich die St. Louis Electric Automobile Company. Es ist unklar, inwieweit dieses Unternehmen rechtlich unabhängig war. Hier entstanden ab 1898 oder 1899 Elektroautos. Laut einer Quelle waren es die ersten Elektroautos, die westlich des Mississippi River gefertigt wurden. Als Markennamen sind Dyke und St. Louis überliefert. Ein Elektromotor mit 2,5 PS Leistung trieb die Fahrzeuge an. Die Scott Automobile Company übernahm 1901 dieses Unternehmen.
Von 1906 bis 1907 war Dyke an der D. L. G. Motor Car Company beteiligt. Ab 1909 war er als Autor erfolgreich.

## Fahrzeuge
Eines der Kit Cars wird in der Literatur mit dem Modellnamen Automotorette bezeichnet. Zeitgenössische Berichte sowie eine Literaturquelle verwenden die Schreibweise Automorette. Es war ein kleines Fahrzeug mit einem Aufbau als Runabout. Ein Einzylindermotor mit 5 PS Leistung trieb die Fahrzeuge an. Das Leergewicht war mit 340 kg angegeben. Automorette No. 0 von 1901 basierte auf einem Einzelstück von E. M. Senseeney und war sowohl komplett als auch als Bausatz erhältlich.
Andere Kit Cars hatten Ein- und Zweizylindermotoren, die zwischen 5 und 12 PS leisteten. Die Aufbauten boten je nach Ausführung Platz für zwei, vier oder fünf Personen. Luftreifen und Vollgummireifen standen zur Wahl.
Für 1900 ist auch ein Lieferwagen überliefert.
Die Elektroautos waren als Stanhope und Runabout erhältlich.
Aus 1902 ist eine Anzeige für Dampfwagen überliefert. Ein oder zwei dieser Fahrzeuge existieren noch.
Der Dyke-Britton hatte einen Vierzylindermotor mit 20 PS Leistung. Der Motor war wassergekühlt. Das Fahrgestell hatte 244 cm Radstand. Das Fahrzeug war als Tourenwagen karosseriert. Der Neupreis betrug 2500 US-Dollar.